# La Villedieu-en-Fontenette
La Villedieu-en-Fontenette è un comune francese di 187 abitanti situato nel dipartimento dell'Alta Saona nella regione della Borgogna-Franca Contea.

## Società

### Evoluzione demografica
Abitanti censiti